# تيموثي ليونارد سبال
تيموثي ليونارد سبال، ضابط في رتبة الإمبراطورية البريطانية (ولد 27 من شهر 2 من سنة 1957) هو ممثل إنجليزي ومذيع عروض.

## النشأة
تيموثي هو الثالث من أصل أربع أبناء، ولد في باتيرسي الواقعة في لندن، والده جو كان بريديا (يعمل في مكتب بريد)، وأمه سيلفيا كانت مصففة شعر، لقد تدرب في المسرح القومي للشباب، وأيضا في الأكاديمية الملكية للفنون المسرحية، وهناك منح جائزة «ميدالية بانكروفت الذهبية» وأعطي بسبب أنه كان أكثر ممثل واعد في تلك السنة التي منح فيها الجائزة. أخوه ماثيو كان مصمم استوديوهات وكان يعمل لحساب شركة ألعاب الكمبيوتر مورفيم.

## مسيرته
برز بداية في بريطانيا عند قيامه بدور الأرعن «باري تايلور» في كل الخمسة أجزاء للمسلسل البريطاني الكوميدي والدرامي «عوف وايدرسين، حيوان لطيف» أو بالإنجليزية " Auf Wiedersehen, Pet" وأيضا قام بدور كيفين في المسرحية الدرامية «الحد الخارجي»، وأيضا قام بدور أوبري الشيف المروع في الفيلم الذي أخرجه مايك لي واسم الفيلم «الحياة حلوة». ظهر تيموثي في عدة أفلام مثل: «كروسو»، «أسرار وأكاذيب»، «إطلاق النار على الماضي»، «سماء الفانيلا»، «نجمة الصخر»، «الساموراي الأخير»، «ليموني سنيكتس: سلسلة من الأحداث المأساوية» و«خطاب الملك»، بعد كل تلك الأدوار لقد كسب أدوار دولية كدوره بيتر بتجرو في فيلم «هاري بوتر وسجين أزكابان» وأيضا في «هاري بوتر وكأس النار»، «هاري بوتر والأمير الهجين» وأخيرا «هاري بوتر ومقدسات الموت». في 1991 كان ضيفا في المسلسل في الحلقة الخامسة من المسلسل «ريد دوارف» واسم الحلقة «الرجوع إلى الحقيقة»، في 1993 ظهر في المسرحية الهزلية الاسكتلندية «راب سي نيسبيت».
لقد أدى الدور الغنائي الرئيسي الأغنية «الشيطان هو رجل إنجليزي» المأخوذة من الفيلم الذي أخرجه كين راسيل واسمه «جرماني» الذي أصدر سنة 1986. وفي تلك الأغنية وصف تيموثي «جون ويليام بوليدور».
لقد أدى الدور الرئيسي الذي كان ألبيرت بيريبوينت في الفيلم الذي صدر في 2005 «بيريبوينت». الذي أصدر كآخر شانق في بريطانيا. في لعبة الفيديو التي أنتجت في 2006«سرقة السيارات الكبرى: حكايات المدينة الرذيلة» لقد أدى دور باري مايكلثوايت. في 2007، لقد سطع نجمه بدور ناثانايل في فيلم ديزني «إنشانتيد» وأيضا قام بدور بيدل بامفورد في الفيلم الذي أنتجه تيم برتون واسمه «سويني تود» ز هو أيضا مثل دور جورجي غودوين في الدراما التليفزيونية الوحيدة في "ITV1" واسمها «أضخم رجل في بريطانيا» التي بثت في العشرين من شهر 12 في 2009. وضمت تلك الدراما ممثلين آخرين منهم: بوبي بول، فرانسيس باربار، آيسلينج لوفتوس وجيرمي كايل.
في 2010، جسد شخصية ونستون تشرشل في الفيلم الممدوح جدا والحاصل على جائزة أوسكار لأفضل فيلم في السنة اسمه «خطاب الملك» وكان عضوا من مجموعة وحصل على جائزة نقابة ممثلي الشاشة للأداء البارز من خلال تمثيل الحركة في الشاشة.
في 31 من شهر 12 من سنة 1999، لقد أصبح ضابطا في رتبة الإمبراطورية البريطانية.

## حياته الشخصية
إنه متزوج من شاين ولديهم 3 أولاد هم: باسكال (ولد في 1979)، ريف (ولد في 1983) والذي هو ممثل أيضا وأخيرا ميرسيديس (ولد في 1985). تيموثي يعيش في فوريست هيل الواقعة في لندن.
في 1996 تيموثي أصيب بـ (ابيضاض الدم النقوي الحاد) ومنذ أن أصيب بالمرض بقي في حالة غفران، ولقد قال عن المرض:
«أنا لا أعلم ما الذي جعلني مريضا ولكن القلق له دور في ذلك والنقطة الآن هي إسقاط القلق في الممر. إن المرض يجعلني مدركا لأشياء ويصبح أكثر انتقاء. أنا قليل القلق بشأن العمل. أنا فعلا أقوم بواجبي لذا أنا لا أصبح قلقا بشأن المجموعة لأني لا أعلم ماذا أنا فاعل».